# Microdynerus confinis
Microdynerus confinis är en stekelart som beskrevs av Gusenleitner 1979. Microdynerus confinis ingår i släktet Microdynerus och familjen Eumenidae. Inga underarter finns listade i Catalogue of Life.